# Wilma Willi
Wilma Willi (* 1960) ist eine Schweizer Politikerin (Grüne).

## Leben
Wilma Willi wurde in Südafrika geboren. Sie studierte Rechtswissenschaften an der Universität des Freistaates in Südafrika und Erziehungswissenschaften an der Universität Edinburgh in Schottland. An der Eidgenössischen Hochschule für Berufsbildung in Zollikofen erlangte sie das Berufsschullehrerdiplom. Sie arbeitete von 2004 bis 2016 als Dozentin für bilingualen Fachunterricht an verschiedenen Berufsschulen sowie am Zürcher Hochschulinstitut für Schulpädagogik und Fachdidaktik ZHSF und an der Pädagogischen Hochschule Zürich. Von 2020 bis 2022 war Willi Vorstandsmitglied der Zürcher Konferenz für Weiterbildung ZKW. Seit 2000 arbeitet sie als Berufsschullehrerin für Allgemeinbildung und Technisches Englisch an der Berufsschule Bülach, wo sie von 2013 bis 2017 als Co-Präsidentin des Lehrerkonvents Mitglied der Schulleitung war. Willi ist verheiratet, Mutter von drei Kindern und lebt in Windlach.

## Politik
Wilma Willi konnte im Februar 2020 für den zurückgetretenen Robert Brunner in den Kantonsrat des Kantons Zürich nachrücken. Sie war von 2020 bis 2022 Mitglied der Aufsichtskommission Bildung und Gesundheit und ist seit 2022 Mitglied der Kommission für Planung und Bau.
Von 2000 bis 2007 war Willi Präsidentin der Reformierten Bezirkskirchenpflege Dielsdorf. Von 2003 bis 2019 war sie Mitglied der Kirchensynode und von 2011 bis 2019 war sie Abgeordnete der Landeskirche Zürich beim Schweizerischen Evangelischen Kirchenbund. Wilma Willi ist Präsidentin des Naturschutzvereins Stadel und Regionalgruppenleiterin von BirdLife Bezirk Dielsdorf.